# ويليام كينكيد
ويليام كينكيد (بالإنجليزية: William Kincaid)‏ هو عداء مسافات طويلة أمريكي، ولد في 21 سبتمبر 1992 في ليتلتون في الولايات المتحدة.

## وصلات خارجية
- ويليام كينكيد على موقع الاتحاد الدولي لألعاب القوى (الإنجليزية)
- ويليام كينكيد على موقع الاتحاد الأمريكي لسباقات المضمار والميدان (الإنجليزية)
- ويليام كينكيد على موقع TFRRS.org (الإنجليزية)
- ويليام كينكيد على موقع اللجنة الأولمبية الدولية (الإنجليزية)
- ويليام كينكيد على موقع أوليمبيديا (الإنجليزية)